# قلعة الشيخ ديب

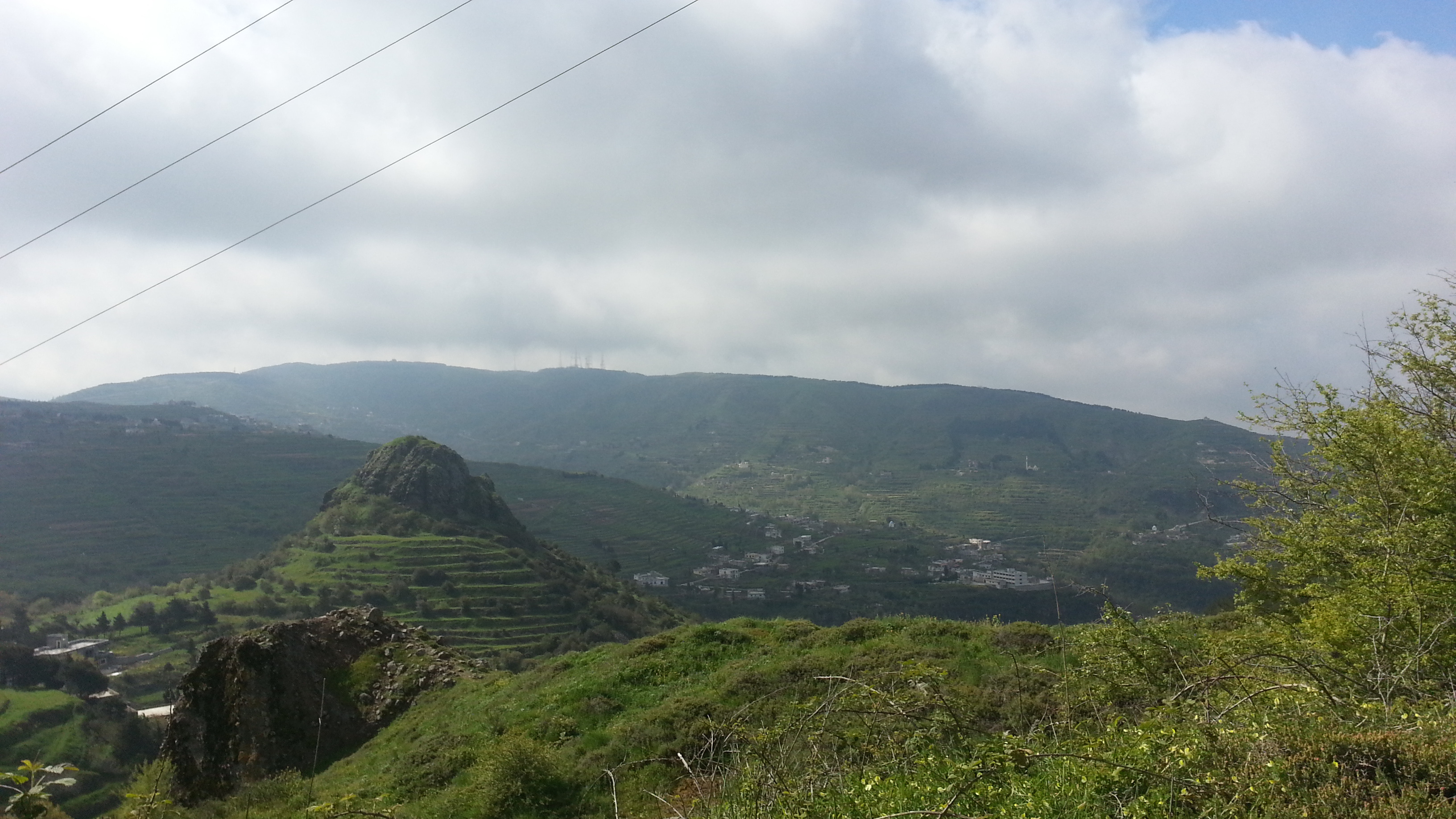
صورة من قلعة الشيخ ديب

قلعة الشيخ ديب هي قلعة مبنية من حجار بركانية، تقع في قرية «القليعة» منطقة الدريكيش، محافظة طرطوس، سوريا.
القلعة لها اسمان عربيان، الأوّل: القُليعة والاسم الآخر هو المتعارف عليه قلعة الشيخ ديب حيث حملت هذا الاسم نسبة إلى العائلة التي سكنتها منذ 300 عام. كما حملت اسماً لاتيناً ابان الفترة الصليبية محرفا عن العربية. Coleé

## الموقع
تقع القليعة إلى الشمال الغربي من مدينة «الدريكيش» بحوالي (26 كم) وتبعد عن «طرطوس» (65 كم) غرباً وعن «حصن سليمان» (5 كم) جنوباً، الوصول إليها اليوم صعب جدا ويزداد صعوبة في الشتاء حيث تقع في وادي مسيل شتوي يجري بغزارة في فصل الشتاء.تتربع القلعة على رابية بركانية ترتفع (976 م) عن سطح البحر وتندمج في الكتلة الصخرية الطبيعية التي تنتصب في وسط واد طويل/18/ كم يفصل ما بين جبل النبي صالح في الجنوب الشرقي وجبل النبي متى في الشمال الغربي، حيث تسيل الجداول فيه باتجاه الغرب عبر مزرعة «بيت الخدام» ليصل إلى «الدريكيش» ويصب في نهر «قيس» شمالها.

## الوصف
تندمج القليعة بالكتلة الصخرية الطبيعة ضمن مسافة صغيرة لا تتجاوز /230/ م2, حيث لا تزال اثار بعض الجدران تغلق الفراغات ما بين النتوءات الصخرية. تضم القلعة بئراً منحوتاً في الصخر. ولعل القليعة كانت تضم قرية صغيرة في اسفلها بقرب نبع ماء غزير جدا اسمه نبع «السرداد» ذو المياه المعدنية كما تبين من تحليل عينة منه.